# دی‌یل
دی‌یل (به هلندی: Deil) یک منطقهٔ مسکونی در هلند است که در West Betuwe واقع شده‌است. دی‌یل ۷٫۹ کیلومتر مربع مساحت و ۲٫۰۹۷ نفر جمعیت دارد.